# Noblesse de robe
Noblesse de robe (informell auch Robins) ist die Bezeichnung für den französischen Amtsadel zur Zeit des Ancien Régime. Adelig kraft ihres Amtes, im Gegensatz zum Geburtsrechts-/Schwertadel (noblesse d'épée). Zu dieser sozialen Schicht zählten alle adeligen Angehörigen staatlicher Behörden, insbesondere im Finanz- und Rechtswesen. Da diese Adeligen oft eine universitäre Ausbildung besaßen, trugen sie auch darauf hinweisende Talare oder Roben, was ihrer Gruppe den Namen gab.

## Funktion

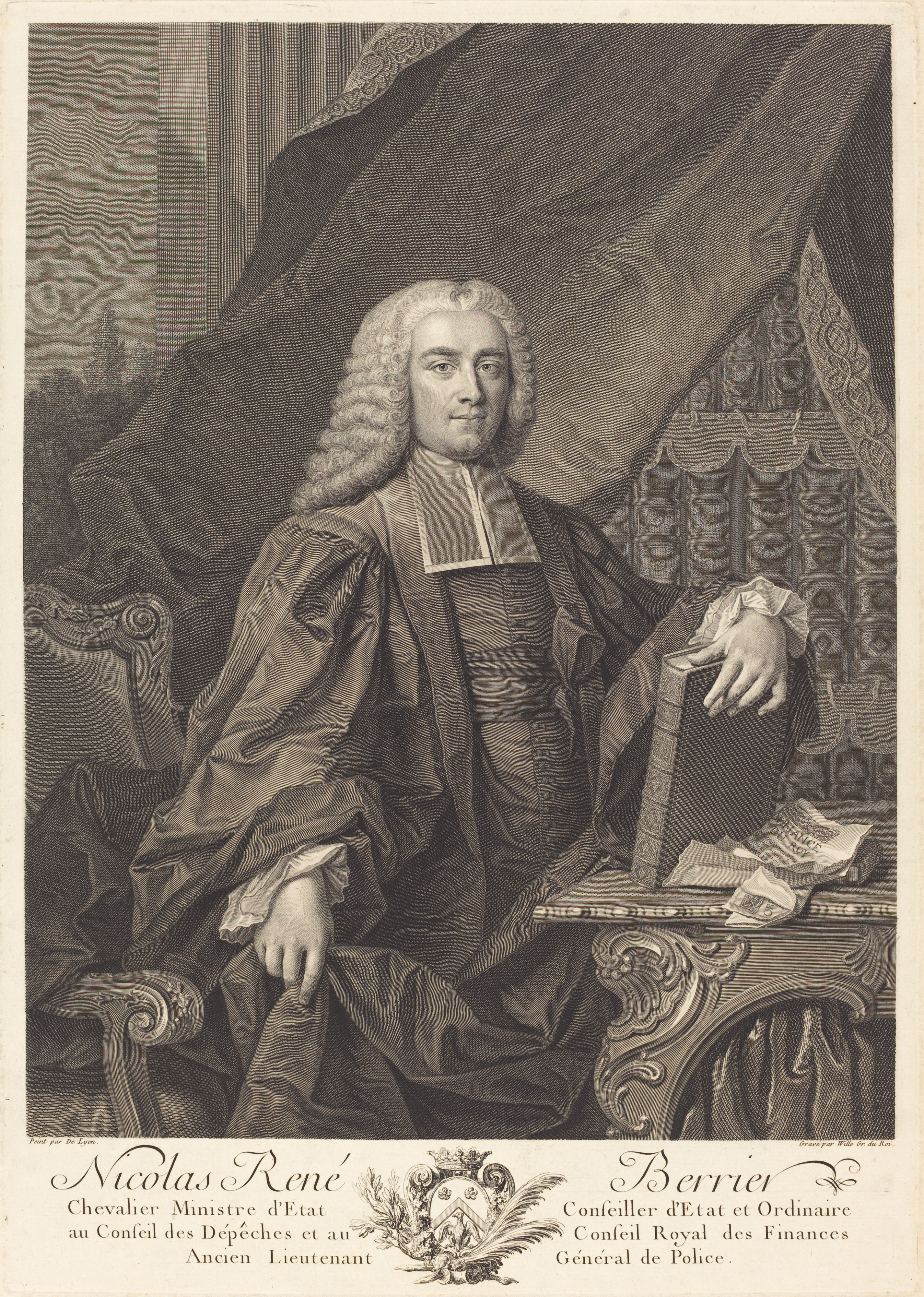
Nicolas René Berryer, ein typischer Vertreter des hohen Amtsadels (Justizminister, Marineminister, Polizeiminister unter Ludwig XV.) in seiner Robe.

Noch bis Ende des 17. Jahrhunderts waren die Angehörigen der noblesse de robe sehr oft von bürgerlicher Herkunft und hatten ihren neuen Stand durch den Erwerb von Ämtern im staatlichen Finanz- und Rechtswesen erlangt. Entstehung und Aufstieg der noblesse de robe hingen direkt von der Entwicklung des mittelalterlich-feudalen Landes zum frühneuzeitlich-absolutistischen Staat ab. Mit der Ausweitung der staatlichen Finanz- und Rechtsverwaltung wurde eine umfangreiche funktionale Elite notwendig, die im Wesentlichen nur von Bürgerlichen gestellt werden konnte, da der französische Adel in der Regel über keine universitäre Qualifikation verfügte. Neben der Berücksichtigung des bürgerlichen Leistungs- und Bildungsethos, das sich hier an entscheidender Stelle durchsetzte, hatte die Förderung der noblesse de robe durch die Monarchie politische Gründe und zielte auf die Festigung der absolutistischen Herrschaft. Die Könige Frankreichs (vor allem Ludwig XIV.) verdrängten allmählich den alten Adel aus der geburtsrechtlichen Herrschaftsteilhabe und besetzten die meisten Ämter mit Männern, die in ihrer Schuld standen und ihr Vertrauen genossen. Während diesen aufgrund von Herkunft und Abhängigkeit klare Grenzen für ihre politischen Ambitionen gesetzt waren, wurde der alte Adel am Königshof (Versailles) konzentriert und entmachtet.
Der noblesse de robe unmittelbar gegenüber stand die noblesse d'épée (Schwertadel), die sich aus Adeligen in militärischen Funktionen zusammensetzte und sich im Bewusstsein der oft bürgerlichen Ursprünge der noblesse de robe als Hort des alten Adels und der Tradition verstand. Gleichwohl gab es eine Durchlässigkeit zwischen den beiden Adelsgruppen, und Söhne aus Familien der noblesse de robe konnten durchaus militärisch Karriere machen, wie etwa Louis-Charles-Auguste Fouquet de Belle-Isle, der als Enkel des französischen Finanzministers Nicolas Fouquet selbst zum Marschall von Frankreich aufstieg. Die vom italienischen Humanismus geprägte Savoir-vivre-Literatur für den Höfling des 17. Jahrhunderts förderte die Angleichung der Adelsgruppen, wobei mittels pädagogischer Traktate zur Zivilisierung der Sitten versucht wurde, den alten Adel zu verbürgerlichen und den neuen Adel zu veredeln.
Während der alte Adel Frankreichs in Herkunft, Lebensweise und Tradition dem zumeist ebenfalls landgesessenen deutschen „ritterbürtigen“ Uradel entsprach, ähnelte die noblesse de robe in gewisser Weise dem Briefadel, der seit Kaiser Karl IV. ab etwa 1350 im Heiligen Römischen Reich nach französischem Vorbild verliehen wurde und der sich ebenfalls überwiegend aus Beamten- und Militärkarrieristen zusammensetzte, im Unterschied zum italienischen Adel aber nur selten aus reich gewordenen Kaufleuten. Eine vergleichbare Verdrängung des mittelalterlichen durch den neuzeitlichen Adel aus den einflussreichen Positionen fand im Heiligen Römischen Reich indes aufgrund seiner Ständeordnung und der späteren und zumeist milderen Ausprägung absolutistischer Herrschergewalt nicht statt.

## Entwicklung
Viele Ämter oder Dienststellungen waren seit der Einführung der Paulette im Jahr 1604 von Rechts wegen frei übertragbar und käuflich (zuvor fielen sie beim Tod des Amtsinhabers an den König zurück); die Paulette, benannt nach dem königlichen Privatsekretär Charles Paulet, verlangte vom Amtsinhaber eine jährliche Abgabe von einem Sechzigstel des ursprünglichen Kaufpreises. Die Paulette sorgte einerseits für einen stetigen Geldfluss in die Staatskasse; zwischen 1620 und 1634 bezog Frankreich auf einem der Höhepunkte des Ämterkaufs im Durchschnitt 37 Prozent, maximal sogar 52 Prozent der jährlichen Staatseinnahmen aus dieser Quelle. Anderseits schuf sie ein wachsendes Zusammengehörigkeitsgefühl innerhalb der noblesse de robe, indem die Ämter faktisch erblich waren, da diese von den Vätern üblicherweise an ihre Söhne weitergegeben wurden. Allerdings kaschierten Neuadelige nicht selten die eigene niedere Herkunft und legten sich wie zum Beispiel Jean-Baptiste Colbert eine falsche Adelsabstammung zu. Trotz oder wegen der Käuflichkeit der Ämter (die Paulette erfuhr harsche Kritik als Ursache vieler sozialer Missstände) schottete sich die noblesse de robe im 18. Jahrhundert immer stärker gegen den Eintritt weiterer ehemals bürgerlicher Amtsträger in ihre Gruppe ab und protestierte selbst heftig gegen die zunehmende Zahl käuflicher Staatsstellungen, die der finanziellen Stützung der Monarchie dienten.
Der Rückzug eines Teils des Bürgertums aus Handel und Gewerbe zugunsten adeliger Lebensformen (Vermögensanlage in Grundstücken) entzog der Wirtschaft Kapital und beeinflusste die merkantilistische Entwicklung Frankreichs nachhaltig. Nachdem das Bürgertum im 15. und 16. Jahrhundert zu Geld und Einfluss gelangt war, bewirkte die soziale Abschließung der noblesse de robe (und damit deren Ablösung vom bürgerlichen Stand) eine neuerliche Feudalisierung Frankreichs.